# Benedenstad (Nijmegen)
De Benedenstad is een Nijmeegse stadswijk, gelegen tussen de rivier de Waal in het noorden en het stadscentrum in het zuiden. Aan de westkant wordt de wijk begrensd door de spoorlijn Nijmegen - Arnhem, aan de oostkant door de Waalbrug. 
Op 1 januari 2023 telde de wijk 2.675 inwoners, verdeeld over 1.625 woningen, met een gemiddelde WOZ-waarde van € 324.000, op een oppervlakte van 0,49 km².

## Geschiedenis

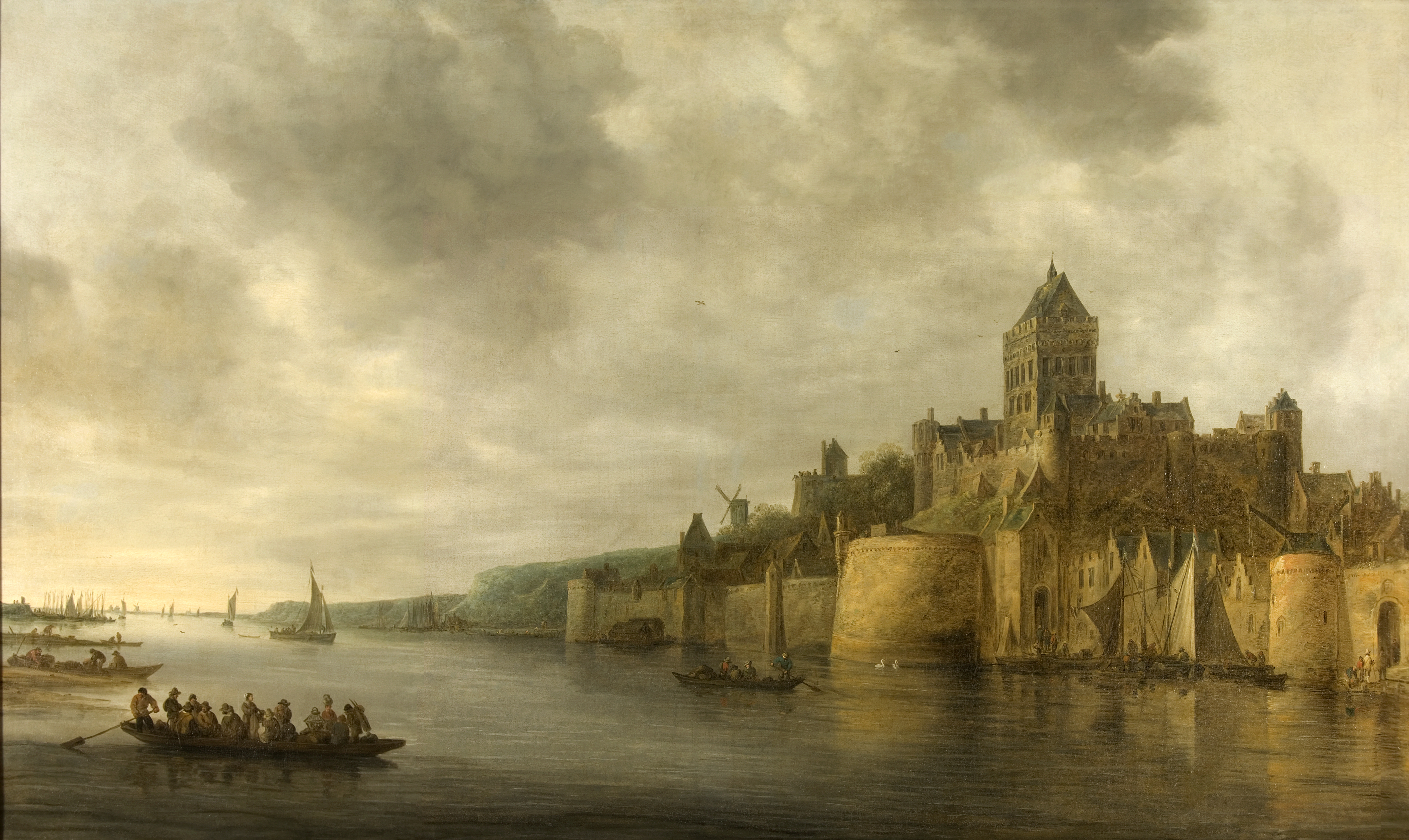
Gezicht op het Valkhof te Nijmegen door Jan van Goyen

De Benedenstad vormt de oudste kern van het huidige Nijmegen. Hoewel het tegenwoordig armer is dan de Bovenstad, was de situatie vroeger juist andersom. De ligging aan de rivier met alle scheepvaart en de veerboot Zeldenrust bracht de Benedenstad door de eeuwen heen grote voorspoed en veel rijkdom. 

### Verval vanaf de 19e eeuw
Na de afbraak van de vestingwerken in de jaren 80 van de 19e eeuw trokken veel rijke families weg uit dit deel van de stad. De Benedenstad werd nu veel meer dan voorheen een volksbuurt. 
Na de bouw van de Waalbrug (1936) nam het verkeer, dat eeuwenlang via de gierpont Zeldenrust de rivier was overgestoken, voortaan een andere route. De Benedenstad raakte hierdoor economisch nog verder in verval. Inwoners van de benedenstad hadden zich tevergeefs verzet tegen de komst van de Waalbrug.

### WOII en latere sanering
De Benedenstad bleef tijdens de Tweede Wereldoorlog grotendeels gespaard tijdens het bombardement op de binnenstad van Nijmegen van 22 februari 1944 (dat lange tijd algemeen is doorgegaan voor een geallieerd vergissingsbombardement), toen het echte centrum zwaar getroffen werd. Het gedeelte dicht bij de grens met de Bovenstad werd echter wel getroffen, waaronder de Stikke Hezelstraat en de later weer herbouwde Commanderie van Sint Jan.
Echter, het verval van de wijk, met veel verkrotte, onbewoonbaar verklaarde woningen, ging ook in de jaren na de oorlog door. Vele ervan hadden zelfs geen sanitair en de smalle steegjes ("gassen") waren veelal te ongezond om in te blijven wonen. Hier en daar waren al in die tijd woningen gesloopt, waardoor er reeds open plekken ontstonden in de straten.

## Sloop en herbouw

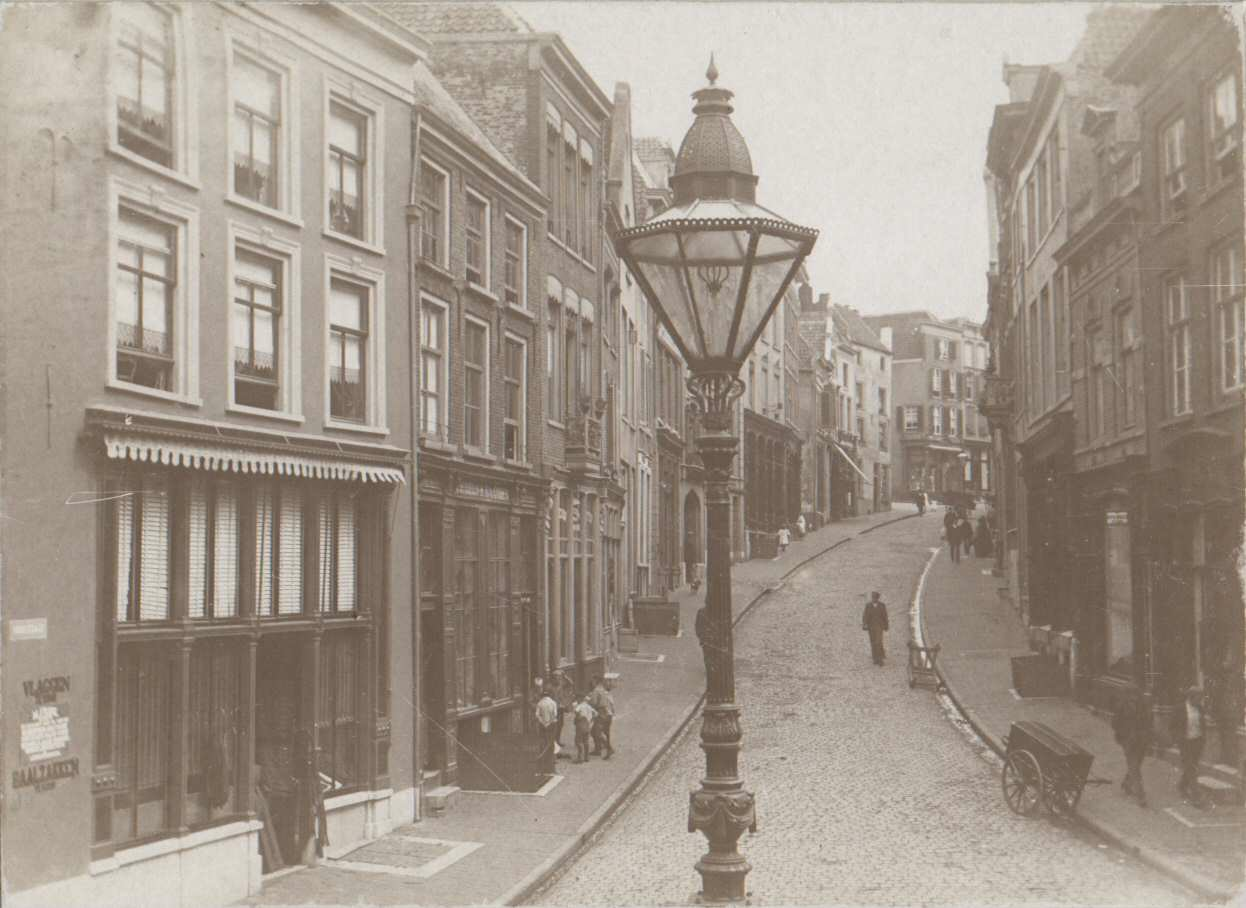
Smidstraat, vanaf Ganzenheuvel omhoog richting Kannenmarkt, ca. 1895-1900 (foto door Kees Ivens)

Reeds in 1938 had het Nijmeegse gemeentebestuur plannen om de benedenstad grondig te saneren, het "Groene Balkon-plan". Dit plan zou bestaan uit een hoge keermuur aan de voet van de helling waarop een nieuwe wijk zou worden gebouwd. Achter de muur werd veel puin van het bombardement gestort, zodat hoogteverschillen werden genivelleerd. De keermuur is uiteindelijk in 1952 slechts deels gebouwd, als werkverschaffingsproject. Veel oude panden, straten en steegjes in de buurt van de Waalkade (zoals de Lindenberg, die bekendstond als de steilste straat van Nijmegen) moesten hiervoor wijken. Van andere straten (zoals de Vleeshouwerstraat) werd de loop bijna helemaal gewijzigd. De verdere realisatie van het Groene Balkon is vervolgens stopgezet. 
Sanering van de Benedenstad maakte sinds 1950 definitief geen onderdeel meer uit van het wederopbouwplan, maar de sloop van de Benedenstad ging hierna door. Onder andere de Smidstraat en Ganzenheuvel verdwenen. De verwoesting van zoveel authentieke middeleeuwse gebouwen is achteraf steeds meer aangemerkt als een historische fout van bestuurders en projectontwikkelaars in de naoorlogse periode.
Een pand dat wel is behouden en gerestaureerd is het nu monumentale Hof van Xanten, dat in de 17e eeuw een patriciërshuis was.

## Nieuwbouw
Na heftige protesten vanuit de bevolking (vertegenwoordigd in het Buurtcomité Benedenstad) werd het sloopbeleid in 1972 omgebogen naar een beleid van sociale woningbouw middels grootschalige herbouw van de woningen, met het oogmerk dat de oorspronkelijke bewoners konden terugkeren. Zodoende is een deel van de oorspronkelijke bebouwing vervangen door zo'n 650 naoorlogse woningen, waardoor het karakter van de wijk behouden bleef. Bij de bouw, die plaatsvond van 1978 tot 1983, is het middeleeuwse stratenpatroon intact gebleven. Dit stratenpatroon en het bijzondere reliëf aan hoogteverschillen is de reden dat de Benedenstad sinds 1975 een van rijkswege beschermd stadsgezicht is.
Ondanks de sloopwoede van de jaren zestig en zeventig staan de meeste oudste gebouwen van Nijmegen tegenwoordig in de Benedenstad. Bekend zijn onder meer het Besiendershuis (ca. 1525), 't Oude Weeshuis (1560) en de synagoge (1756). Straten die voor een groot deel behouden zijn gebleven en zijn gerestaureerd, zijn o.a. de Lage Markt, Oude Haven en de Begijnenstraat.
Behalve voornoemde herbouw zijn er ook woningen gebouwd op plaatsen waar zich vroeger een gasfabriek en de veemarkt bevonden, in het westelijk deel van de Benedenstad.

## Geschiedenis van de Waalkade

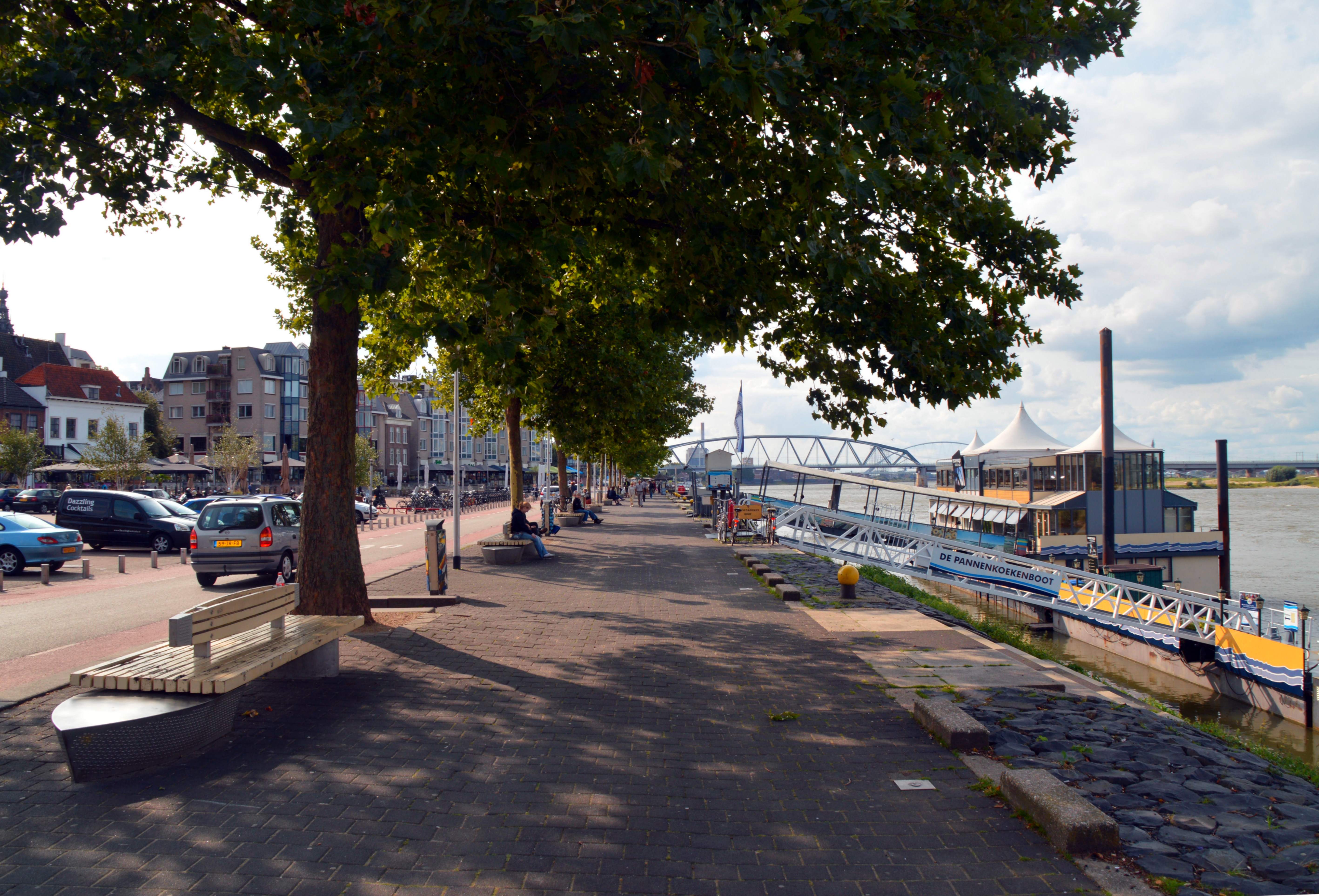
Waalkade Benedenstad

De Benedenstad ligt op de lage oever van de Waal en op de helling naar het hoger gelegen centrum van Nijmegen. In vroeger tijden liep dit lage gedeelte van de stad dan ook regelmatig onder water, als de Waal buiten zijn oevers trad. Bekend is de overstroming van 1845. De laatste overstroming dateert van 1958, toen een deel van de keermuur ondermijnd raakte en instortte. In 2013 en 2014 is de Waalkade opgehoogd, maar er kan nog altijd een stalen keermuur worden aangebracht om de laag gelegen delen van de benedenstad te beschermen tegen overstromingen. In vroeger dagen plaatste men bij hoog water een houten bekisting. Tussen de twee houten wanden, bestaand uit planken en balken, werden balen stro geperst.
Sinds de herinrichting van de Waalkade aan het eind van de jaren 80 van de 20e eeuw is de Benedenstad naast de woningbouw ook van groot belang voor het toerisme in Nijmegen geworden. Aan de Waalkade zijn veel restaurants en uitgaansgelegenheden gevestigd, waaronder het casino. Ook het Valkhof en het bijbehorende museum zijn grote toeristentrekkers.
In 2018 begon men de Waalkade opnieuw in te richten om het gebied nog aantrekkelijker te maken en de ligging aan de rivier nog meer te benadrukken. Deze nieuwe inrichting is eind 2019 klaargekomen.

## Varia
De sloop van een groot deel van de historische Benedenstad is, naast het beruchte bombardement van februari 1944, een centraal thema in de in 2023 verschenen historische roman van Tessa de Loo De stad in je hoofd.

## Foto's

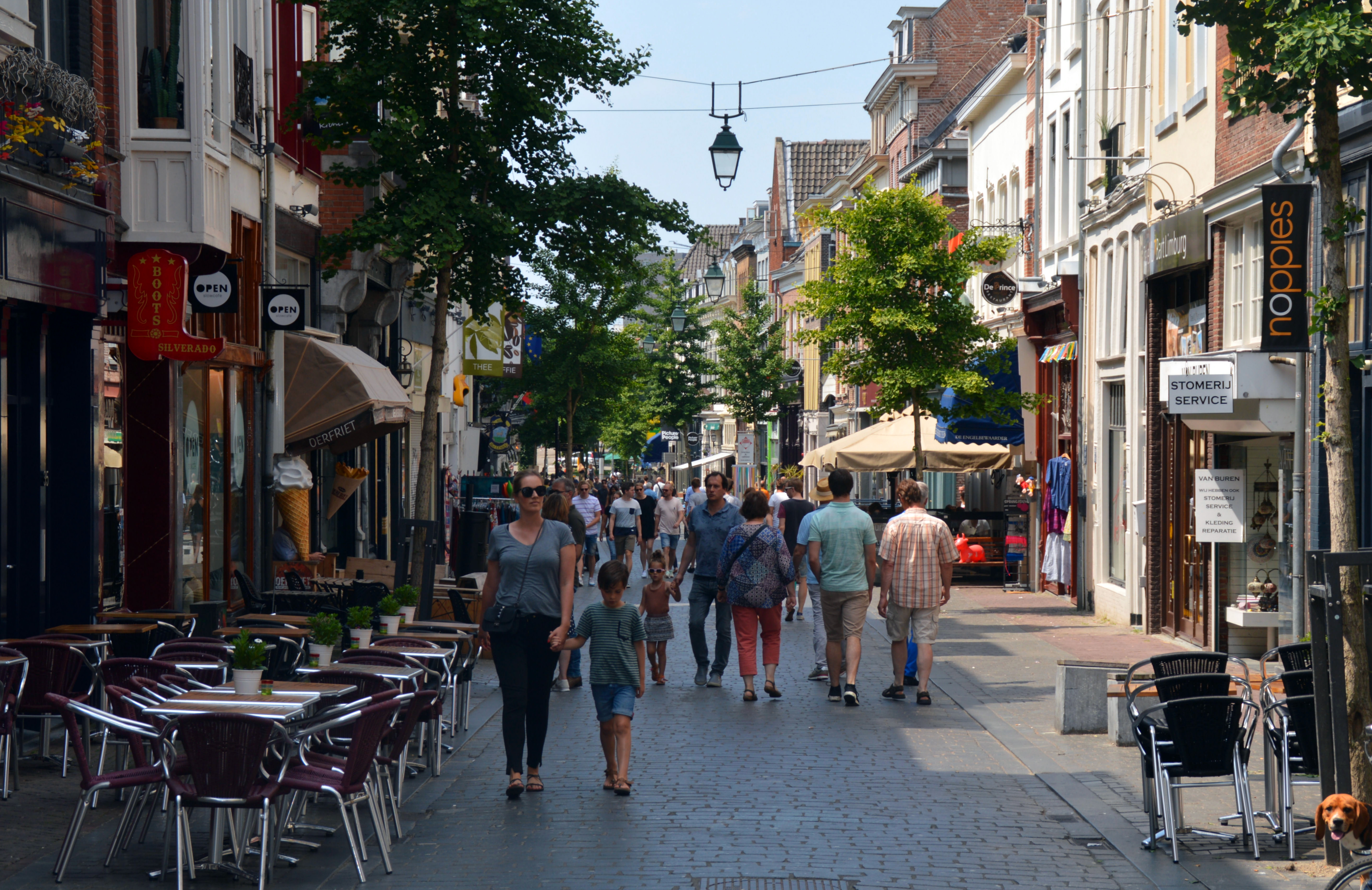
Lange Hezelstraat
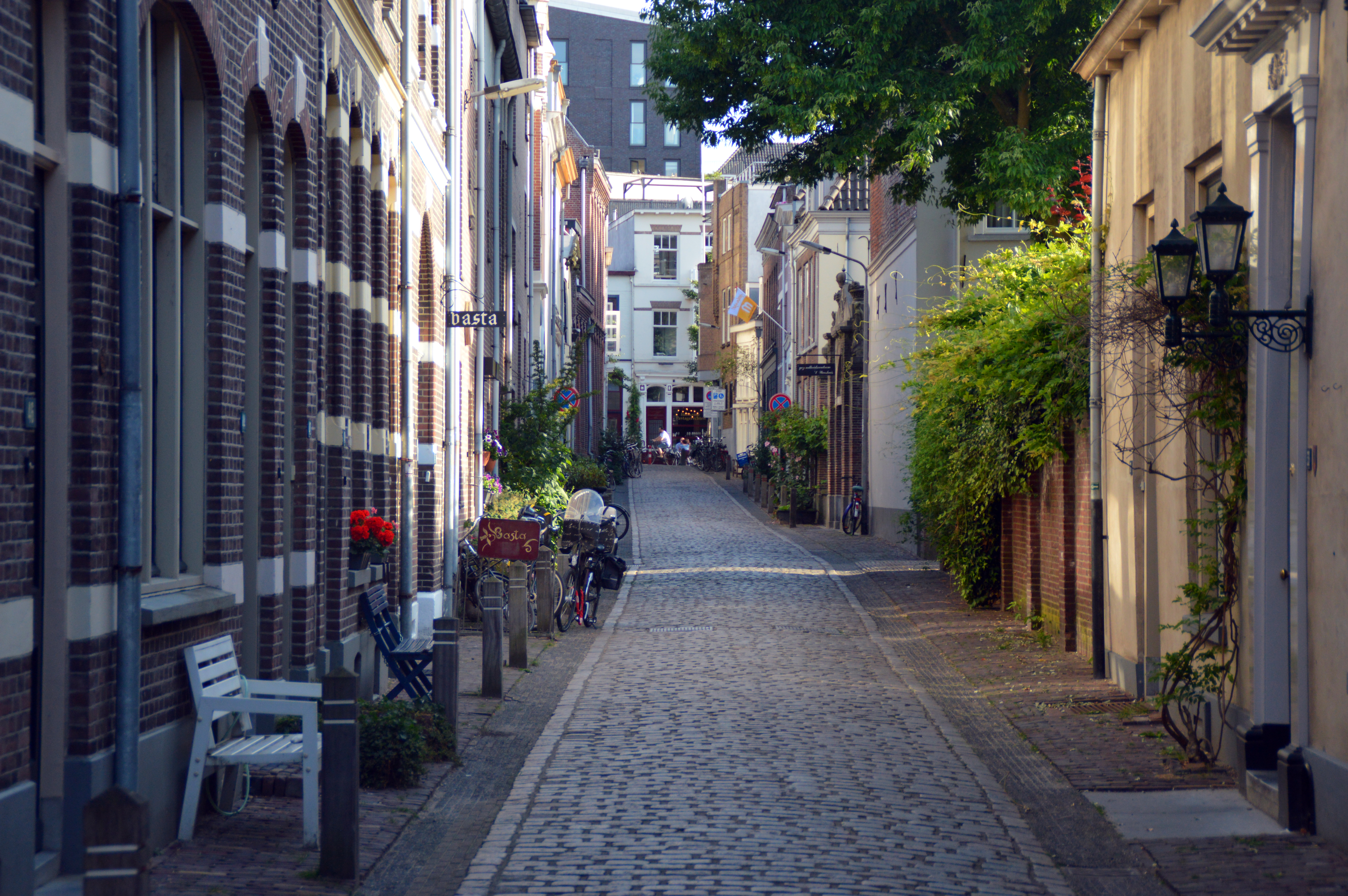
Begijnenstraat richting Lange Hezelstraat
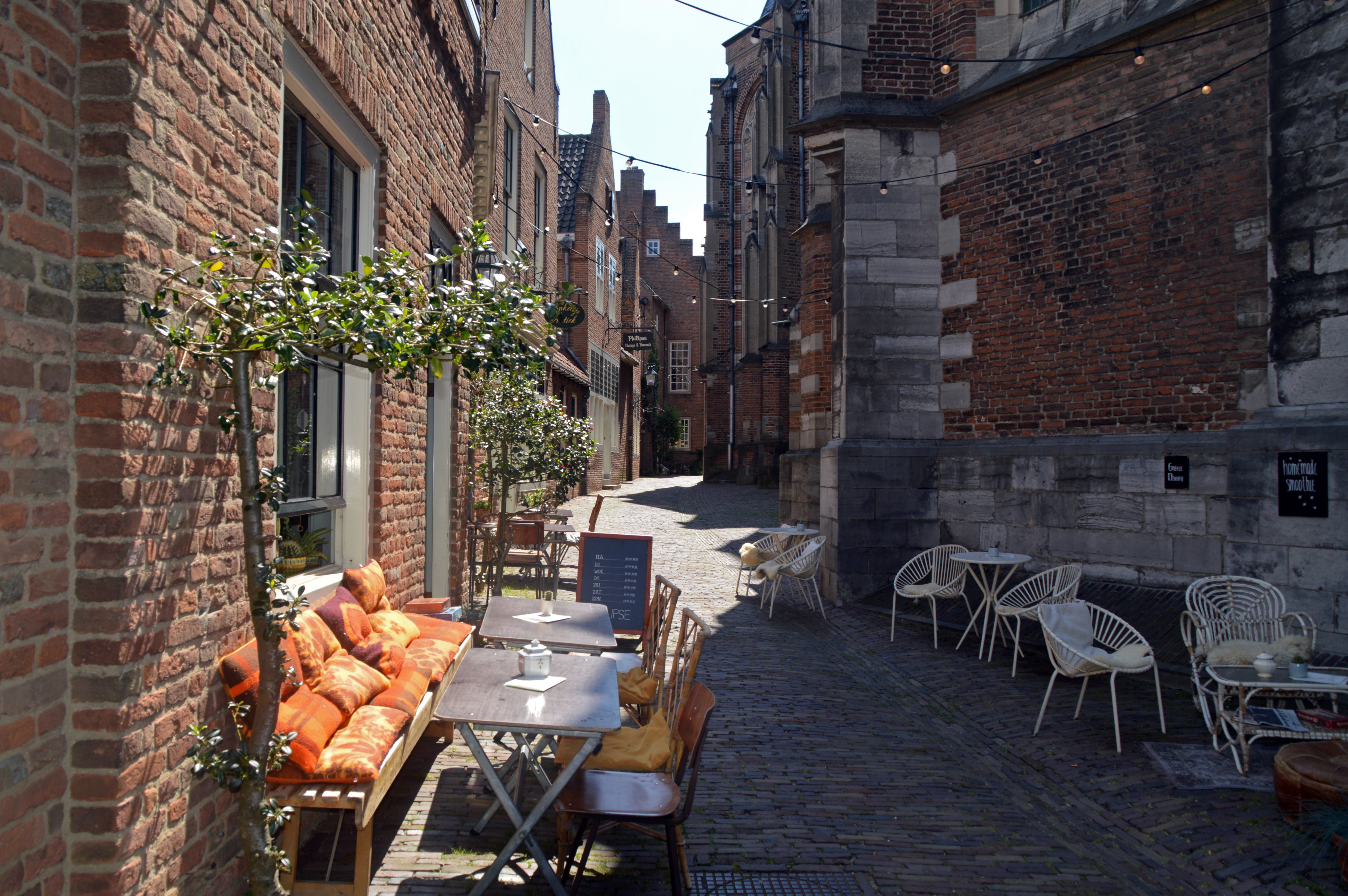
Kanunnikenhuisjes St. Stevenskerkhof
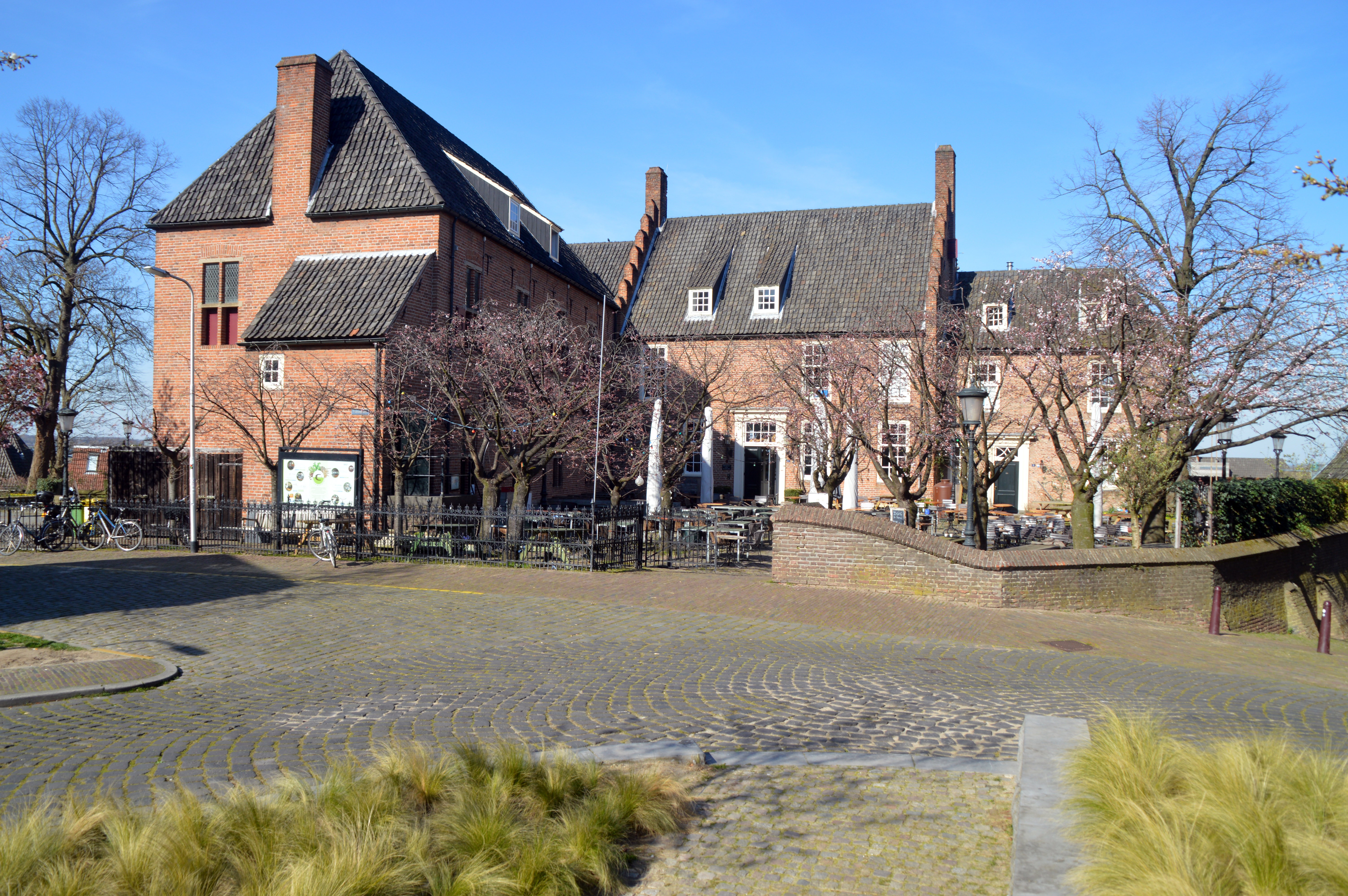
Commanderie van Sint Jan
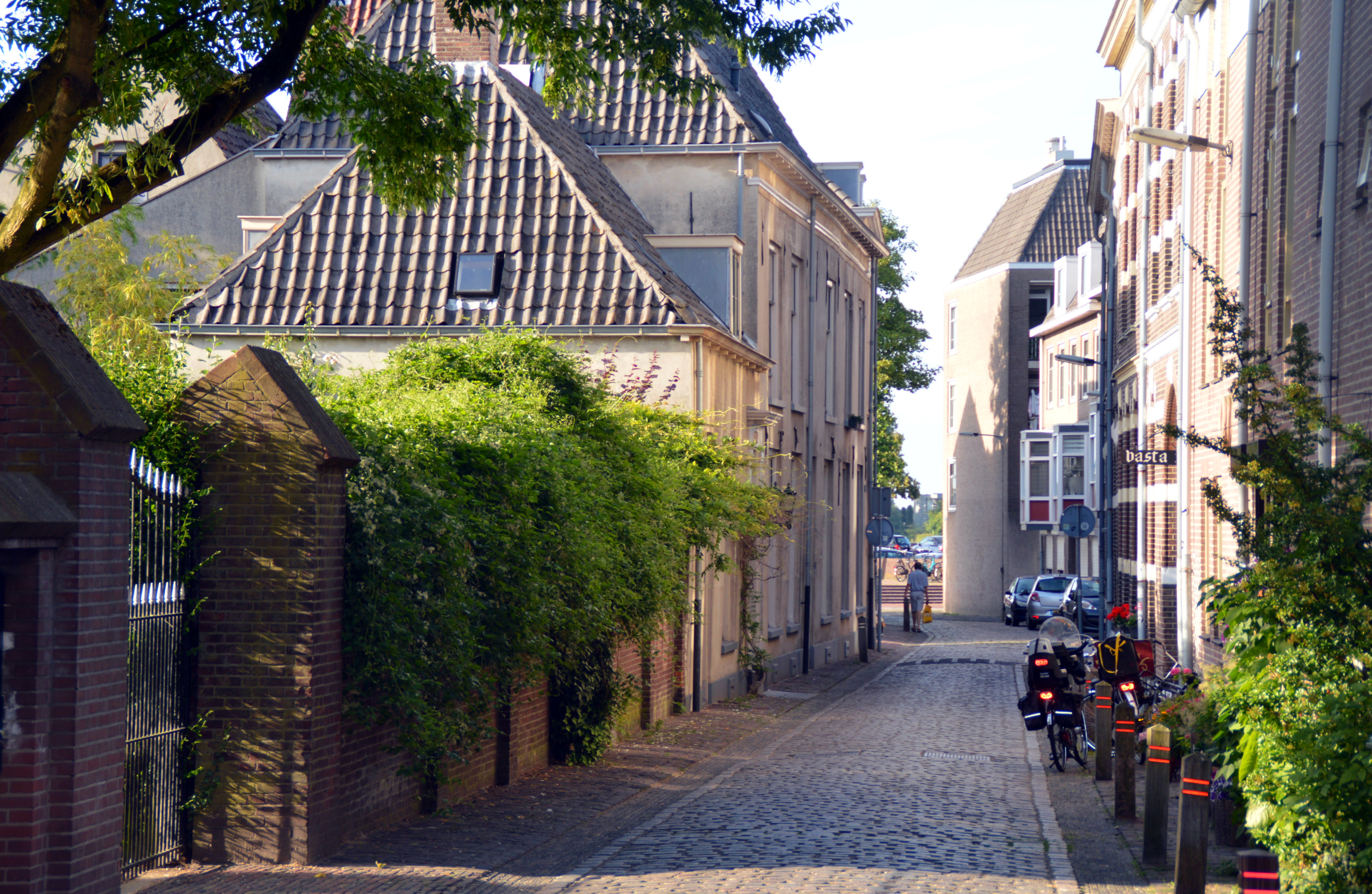
Begijnenstraat. Noordelijke richting
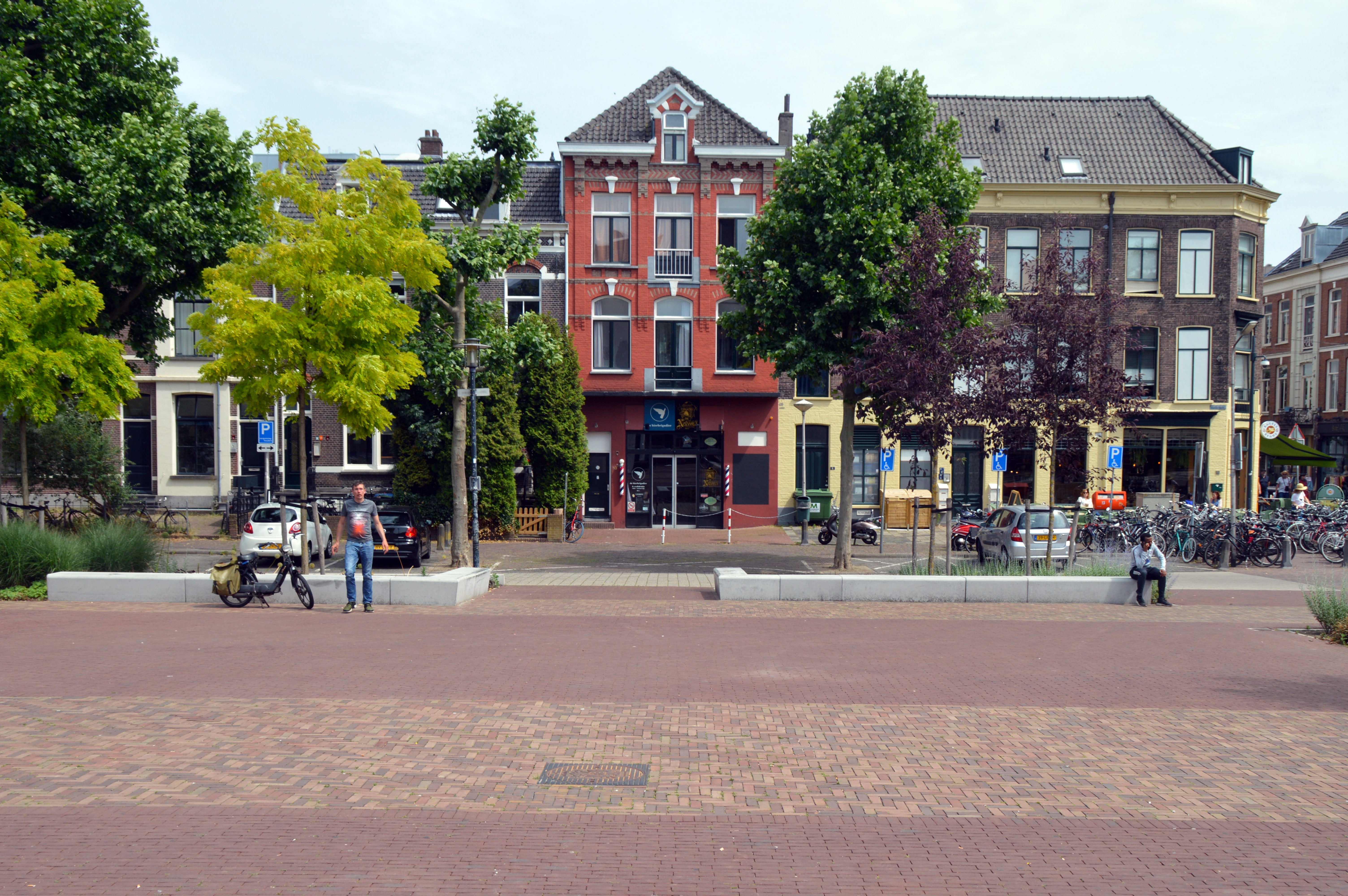
Nieuwe Markt 8-10 gezien vanaf het Joris Ivens plein.
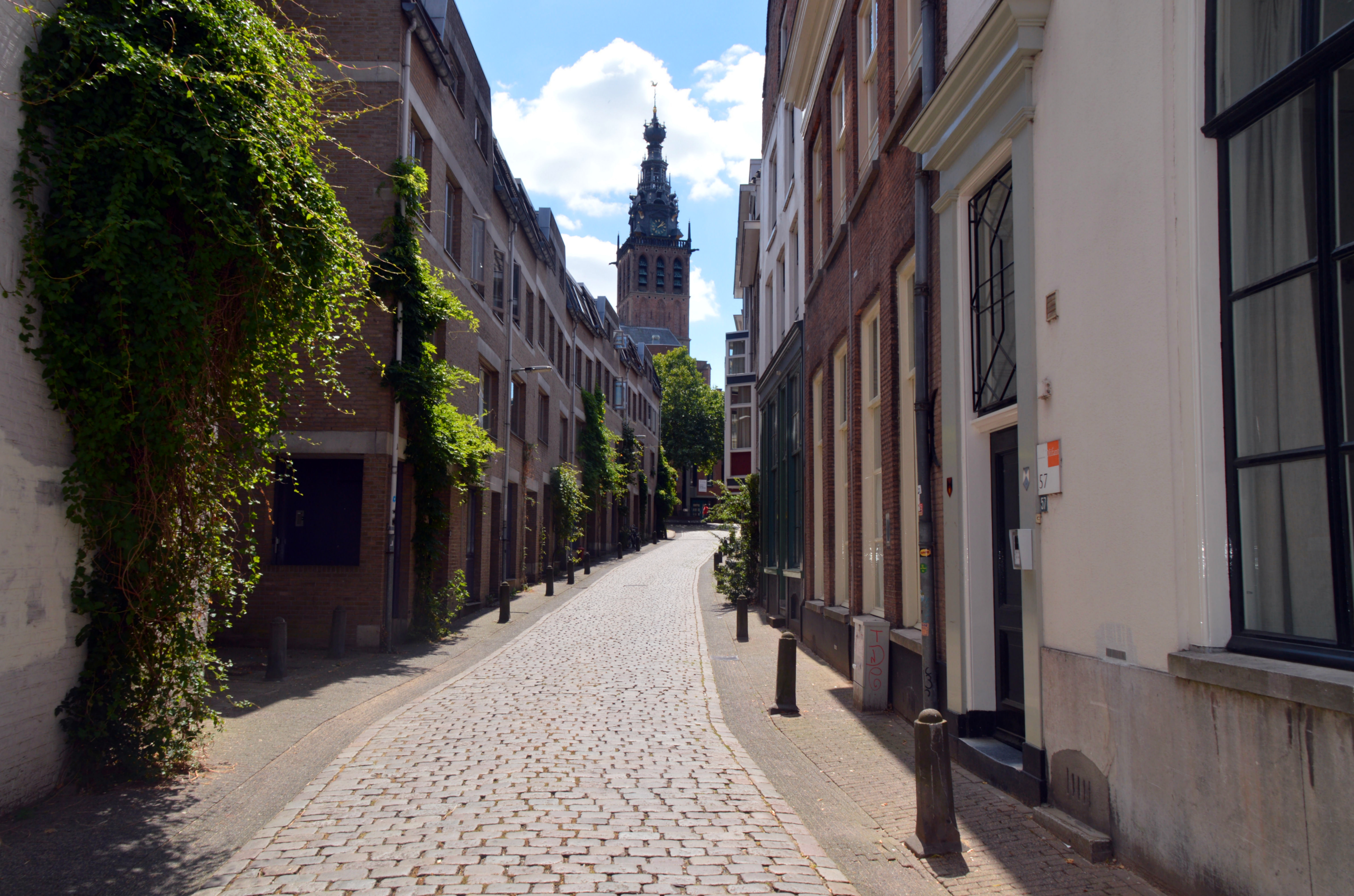
Priemstraat
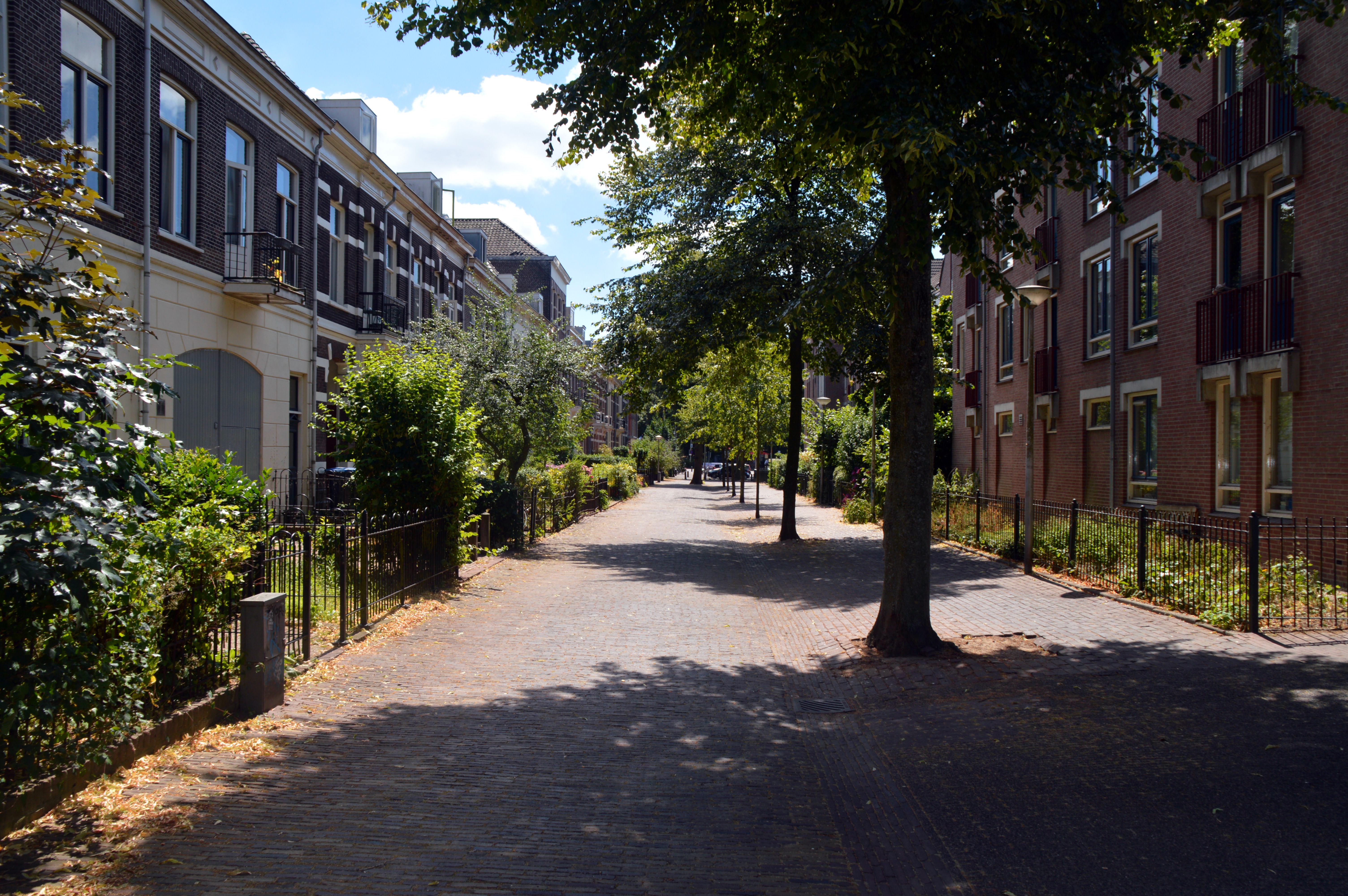
Nieuwe Markt
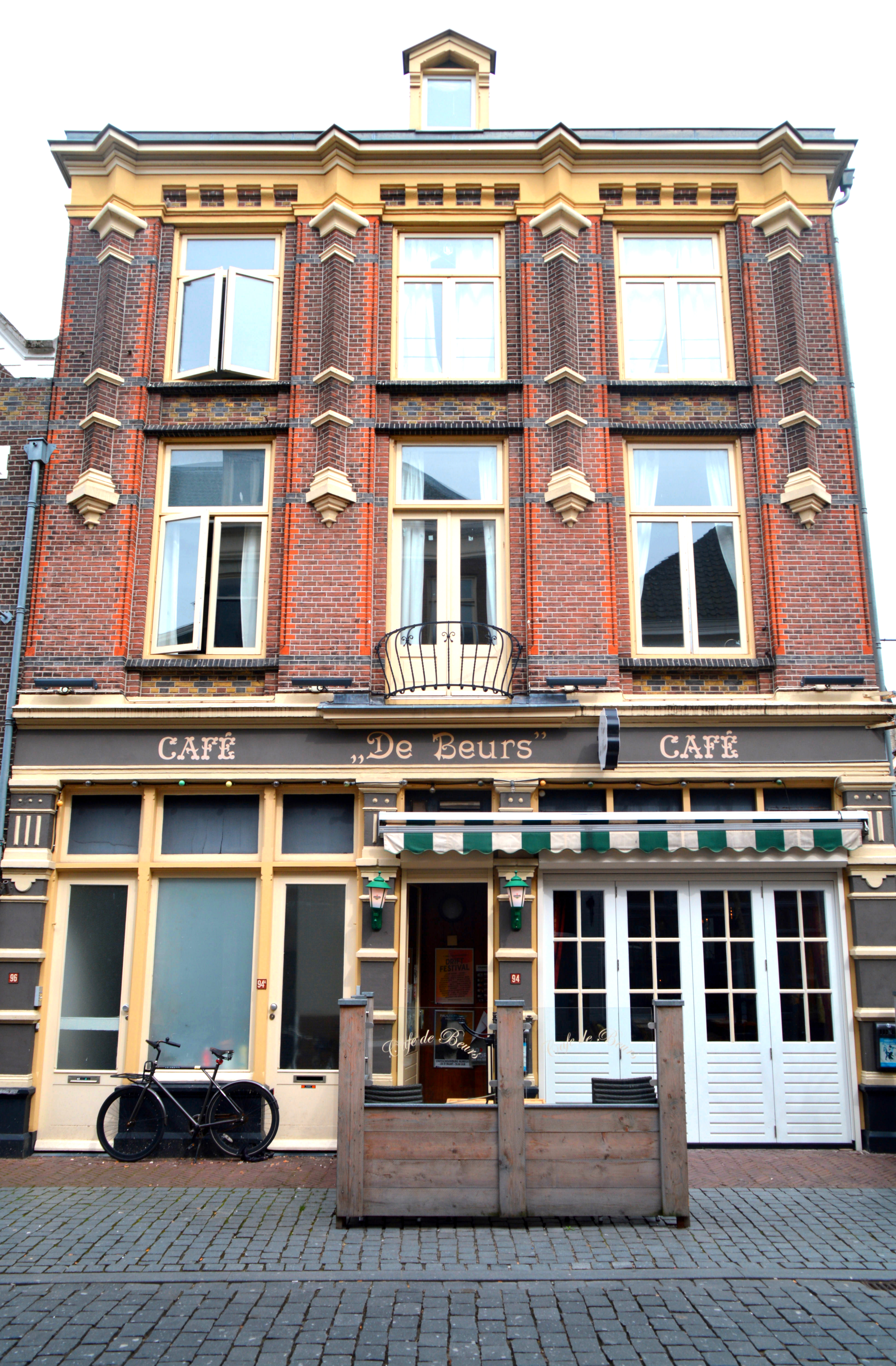
Lange Hezelstraat 94-96 Origineel uit 1669
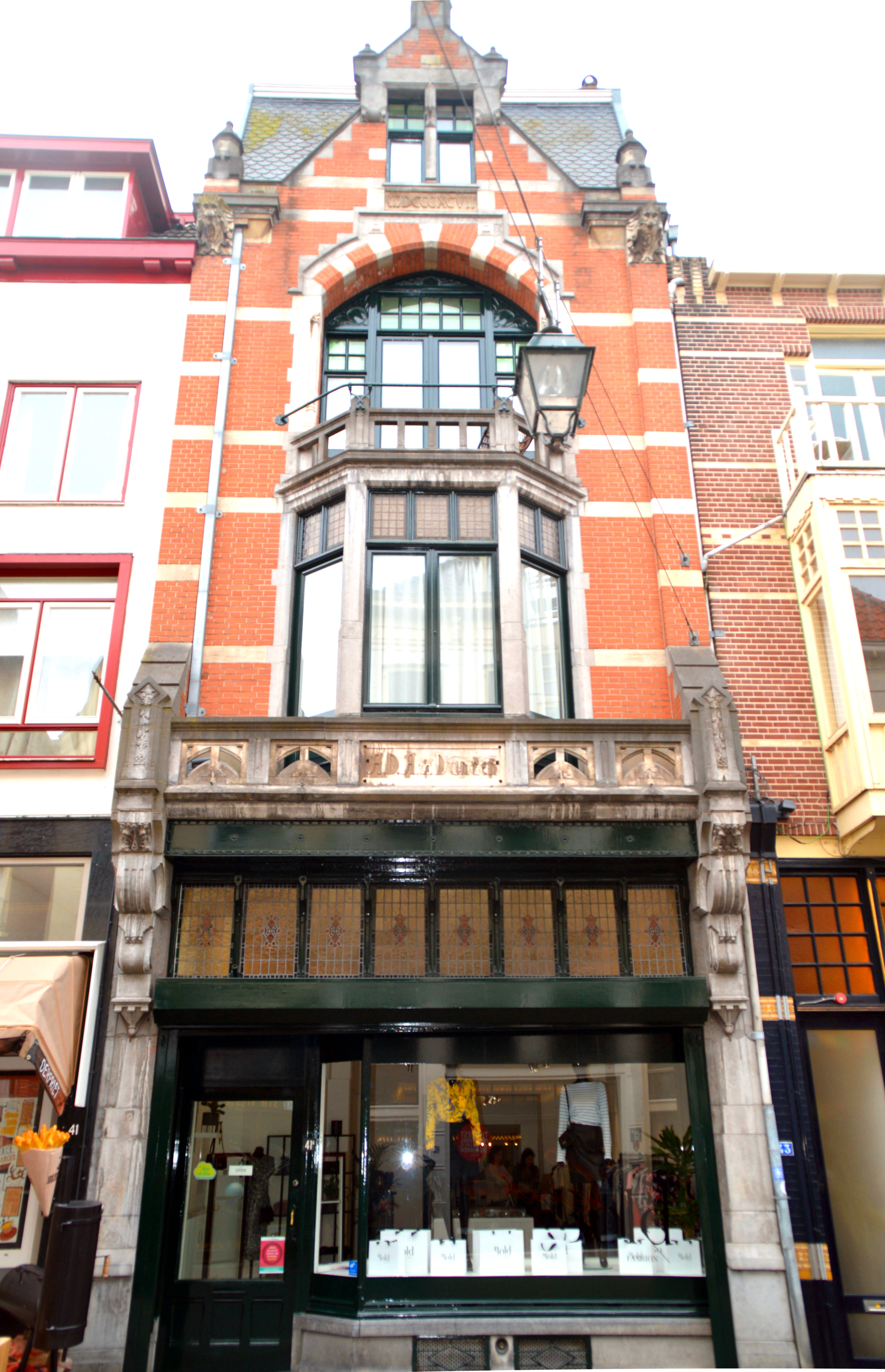
Lange Hezelstraat 41A Nijmegen 1897 Architect Derk Semmelink
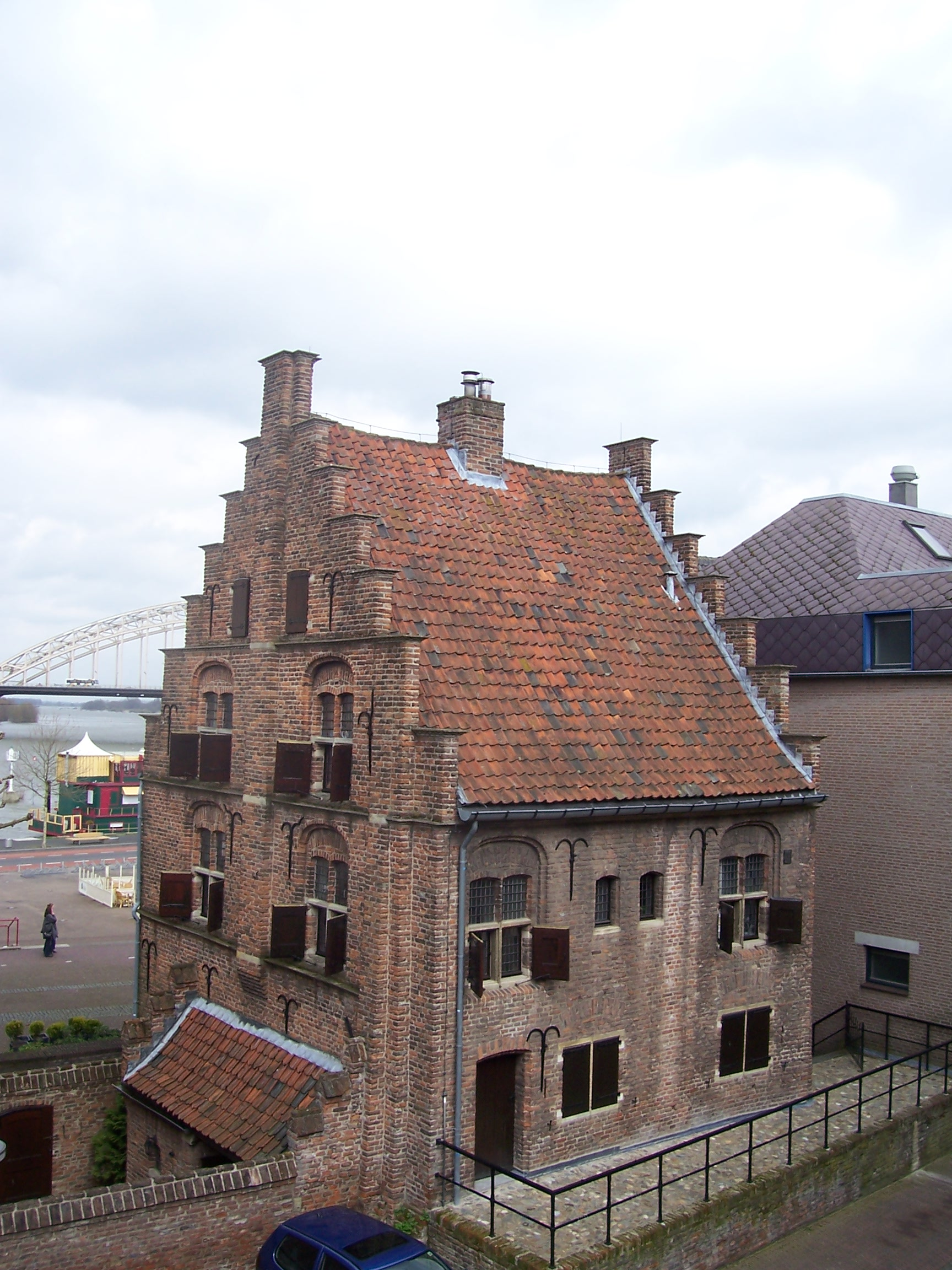
Het Besiendershuis
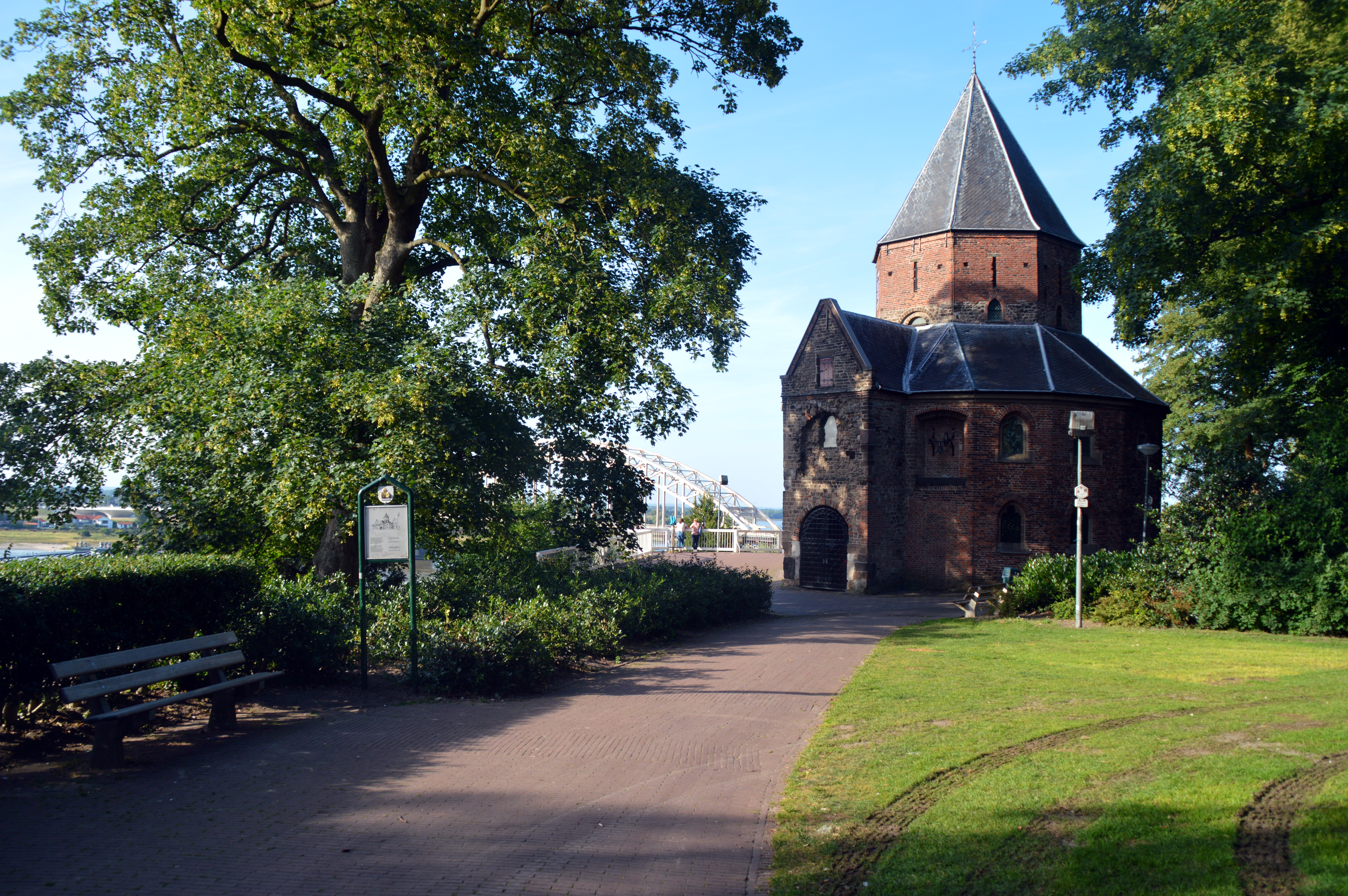
Sint-Nicolaaskapel, Valkhof park